# Jan Biczycki
Jan-Paul Biczycki (* 20. Juni 1931 in Kattowitz, Polen; † 18. Februar 1996 in München) war ein Schauspieler, Regisseur und Schauspiellehrer. Er war der Ehemann von Roma Ligocka.

## Leben
Die Kindheit verbrachte der aus polnisch-deutschem Elternhaus stammende Jan Biczycki erst in Schlesien, dann in Österreich und während des aufkommenden Stalinismus in einem Klosterinternat der Jesuiten in Polen.
Er absolvierte ein Studium der Polonistik und Theaterwissenschaften in Warschau und der Filmhochschule Łódź. Dort lernt er unter anderem Roman Polański und Andrzej Wajda kennen und wurde Mitbegründer des ersten systemkritischen Studentenclubs in Warschau (Stodola). Biczycki wurde durch die legendäre Inszenierung des Theaterstücks „König Ubu“ (polnisch Król Ubu) bekannt und erlangte landesweite Popularität und Bekanntheit als Intendant am Juliusz-Słowacki-Theater in Krakau. 1965 erfolgte seine Flucht aus Polen und sein dauerhafter Aufenthalt im Westen.
Zunächst arbeitet er hauptsächlich am Staatstheater in Kiel, später erhielt er eine Professur für Theaterwissenschaften an der Universität München. Ab Mitte 1974 war er an der Otto-Falckenberg-Schule in München tätig.
Er machte zahlreiche Auslandsarbeiten unter anderem in London, Graz, Salzburg, Wien, Tel Aviv und Teheran (1975). Biczycki ist neben seiner späteren Haupttätigkeit als Regisseur und Schauspiellehrer immer wieder in Film- und Fernsehproduktionen zu sehen, so als Jakob Brunnhuber in Regina auf den Stufen 1990 bis 1992 und als Fürst Naryschkin in der Serie Der Salzbaron 1993.
Im Rahmen seiner Lehrtätigkeit begleitete er zahlreiche Personen der Film-, Fernseh- und Theaterbranche auf ihren ersten beruflichen Schritten, darunter Nikolai Karo und Sönke Wortmann.

## Filmografie
- 1979: Die erste Polka
- 1982: Der Alte (TV-Serie, 1 Folge)
- 1982: Derrick (TV-Serie, 1 Folge)
- 1982: Mit dem Wind nach Westen (Night Crossing)
- 1982: Doktor Faustus
- 1983: Fast wia im richtigen Leben (TV-Serie, 1 Folge)
- 1984: Patrik Pacard (TV-Mehrteiler)
- 1984: Verbotene Hilfe (TV-Film von Liliane Targownik)
- 1985: Vergeßt Mozart
- 1985: Marie Ward – Zwischen Galgen und Glorie
- 1985: Paradigma
- 1986: Rosa Luxemburg
- 1988: Fürchten und Lieben
- 1988: Tatort – Moltke
- 1989–1992: Ein Fall für zwei (TV-Serie, 3 Folgen)
- 1990: Winckelmanns Reisen
- 1990: Regina auf den Stufen (TV-Serie)
- 1991: Tatort – Die chinesische Methode
- 1993: Mit Leib und Seele (TV-Serie, 1 Folge)
- 1993: Durst
- 1994: Der Salzbaron (TV-Mehrteiler)
- 1995: Die Fernsehsaga – Eine steirische Fernsehgeschichte
- 1996: Freunde fürs Leben (TV-Serie, 1 Folge)